# Vathypetro

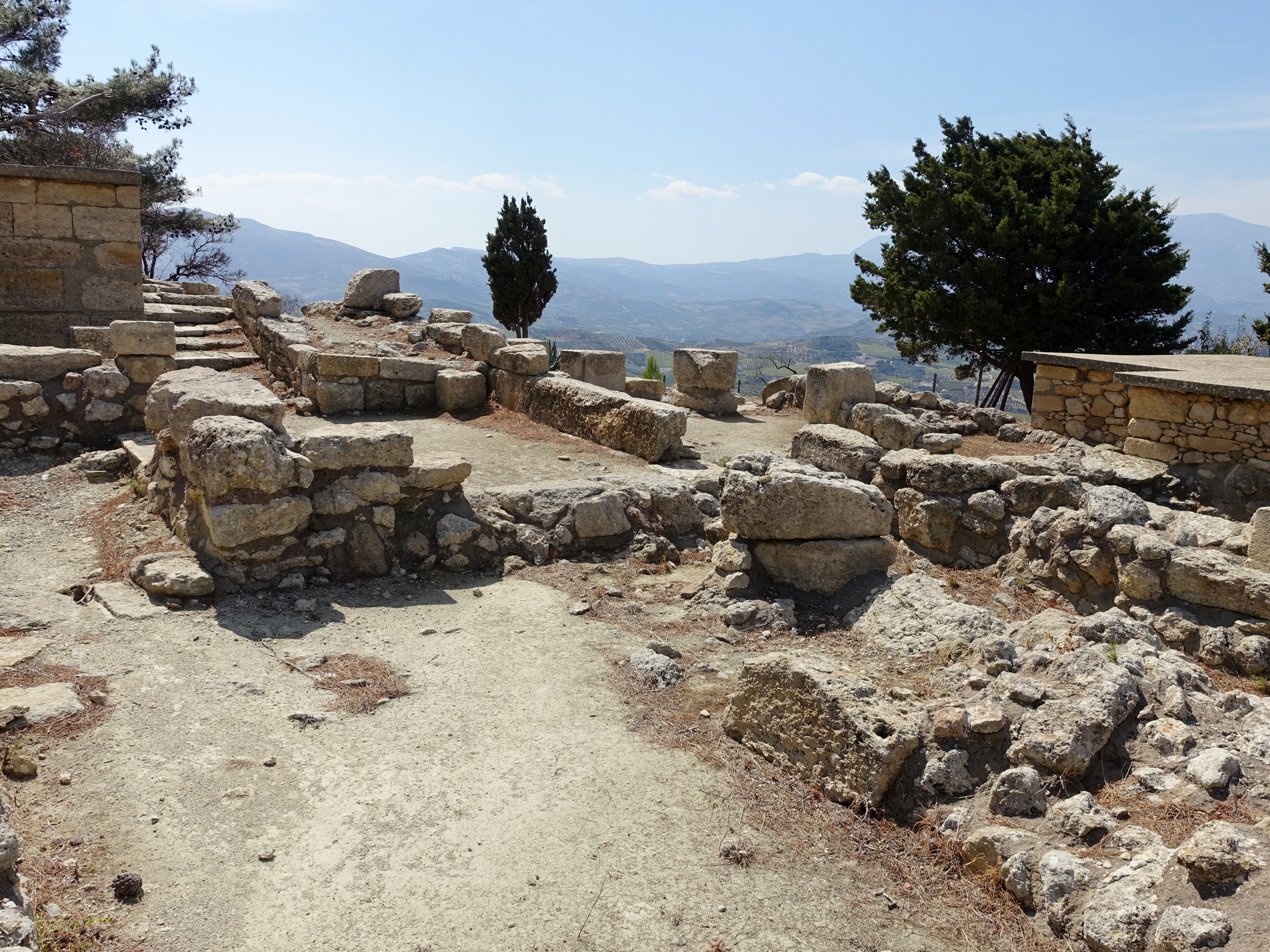
Ausgrabungsstätte von Vathypetro

Vathypetro (griechisch Βαθύπετρο) wird eine Ausgrabungsstätte 3 Kilometer südlich von Archanes auf Kreta in Griechenland genannt. Sie liegt an der Straße von Archanes zum Ort Vathypetro, etwa 800 Meter westlich von Vathypetro und 900 Meter östlich des südlichen Ausläufers des Giouchtas. Hier ist eine der ältesten Weinpressen der Welt zu sehen.

## Geschichte
Die ausgegrabene Anlage stammt aus der Spätminoischen Zeit und war Teil einer Siedlung, die sich über drei Hügeln erstreckte. Überreste der Bebauung in direkter Umgebung der Ausgrabungsstätte wurden in neuerer Zeit größtenteils durch den Weinbau zerstört. Um 1580 v. Chr. (SM I A) wurde mit dem Bau des westlichen Gebäudes, das wohl als Landsitz geplant war, begonnen. Der Landsitz wird auch als Herrenhaus, Villa oder kleiner Palast bezeichnet. Er verfügte wie alle minoischen Paläste über eine Säulenhalle, eine typische Westfassade, Hallen mit Lichtschächten, ein Lustralbecken, eine Pfeilerkrypta, ein Säulenlager und einen Innenhof. Auch die Ausrichtung des Gebäudes erinnert an die Palastanlagen.

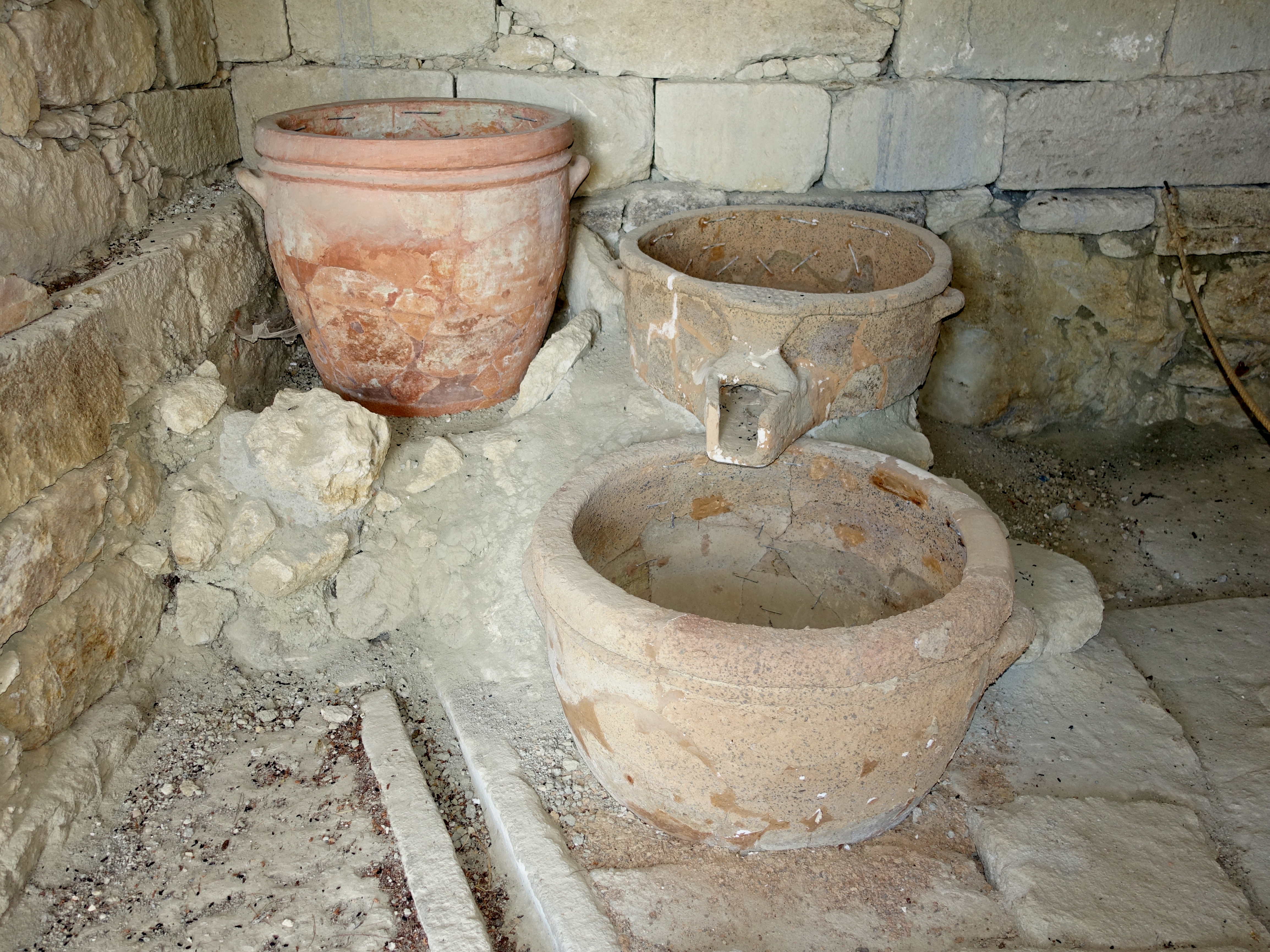
Weinpresse (Raum 40)

Bevor das Westgebäude jedoch fertiggestellt werden konnte, wurde es um 1550 v. Chr. durch ein Erdbeben zerstört. Kurze Zeit später wurde mit dem Wiederaufbau begonnen. Man änderte jedoch die Raumaufteilung. Aus dieser Zeit sind neben den Grundmauern der Gebäude eine minoische Weinpresse (Kelteranlage), eine Anlage zur Gewinnung von Olivenöl, minoische Keramik sowie Webgewichte und die Reste einer antiken Töpferwerkstatt erhalten geblieben. Man geht deshalb davon aus, dass der Gebäudekomplex in ein Bauernhaus mit Werkstätten umgewandelt wurde. Um 1470 v. Chr. (SM I B) wurde die Anlage endgültig zerstört und verlassen.

## Erforschung
Von 1949 bis 1953 und nochmals 1955 bis 1956 führte der griechische Archäologe Spyridon Marinatos hier Ausgrabungen durch. Spyridon Marinatos, der vor Ort ein Museum plante, rekonstruierte bis 1973 die Mauern teilweise. Später stellte man fest, dass es schwierig ist die alte von der neuen Bausubstanz zu unterscheiden. Im Jahre 1979 grub Jannis Sakellarakis hier.

## Beschreibung

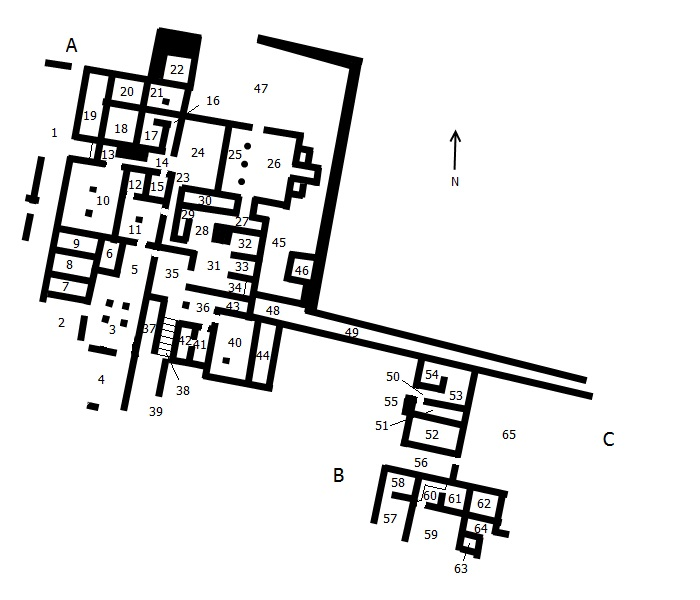
Plan der Ausgrabungsstätte:
A = Westhaus,
B = Osthaus,
C = Töpferofen

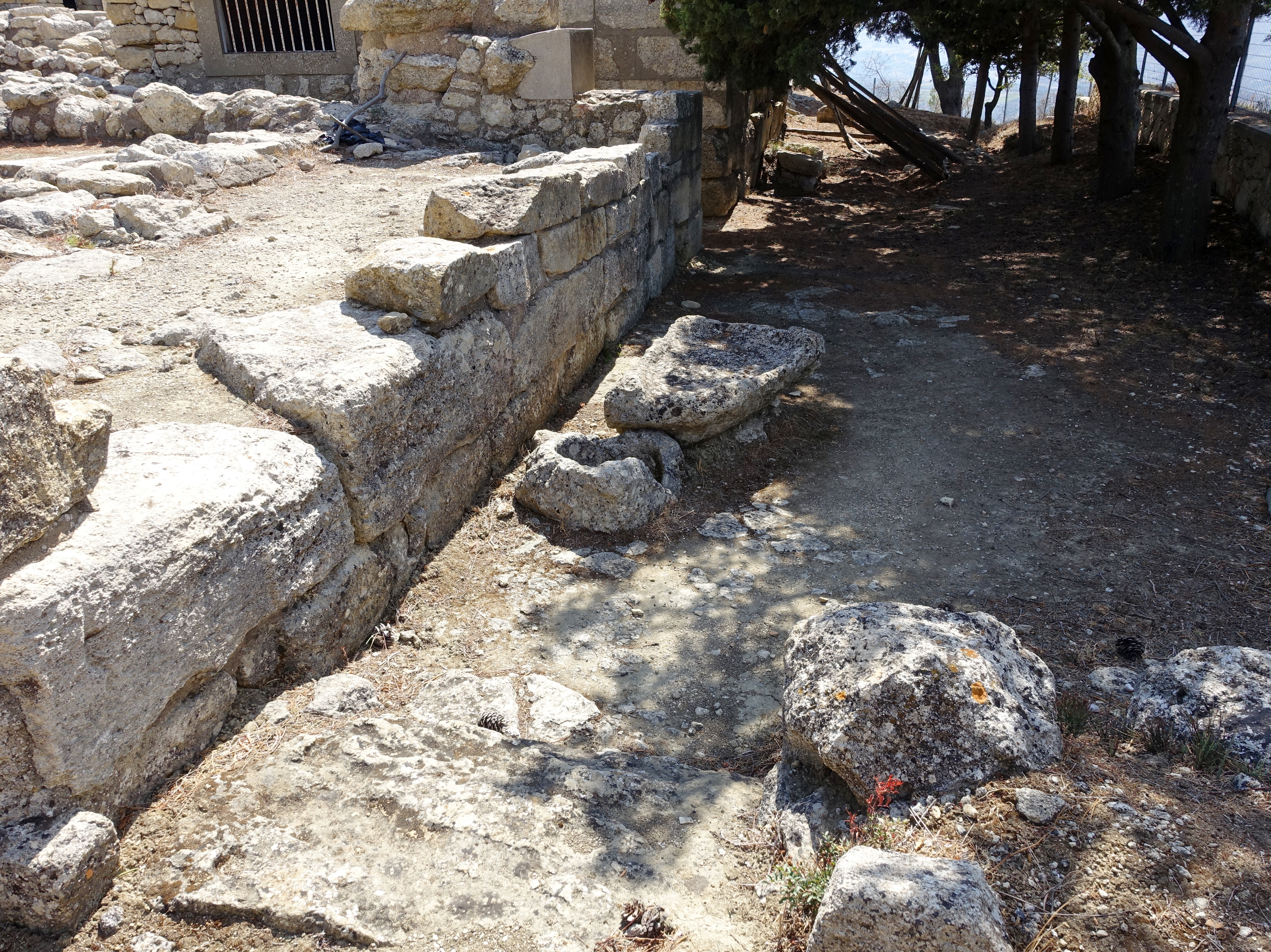
Westfassade mit Teilen einer Ölmühle

Eine gepflasterte Straße führte von Westen zum Eingang des Westhauses, der sich im Nordwesten befand. Man erreichte zunächst den Westhof (1). Gleich links vor der Westfassade bei Raum 19 sieht man die Überreste einer Ölmühle. Die Mauer der Westfassade springt an einer Stelle etwas zurück und bildet so eine Nische mit Sitzbank. Bei dieser Nische handelt es sich vermutlich um ein Heiligtum. Gleich dahinter befindet sich das Säulenlager (Raum 10), das wieder errichtet wurde und in dem man große Vorratsgefäße fand. Dahinter passiert man die Räume 9, 8, und 7. Die Räume 7 und 8 waren vermutlich Treppenhäuser, über die man das Dach erreichte. In den Räumen an der Westfassade fand man hell bemalter Verputz, Steinlampen, ein Bronzeidol, ein Bruchstück eines Bronzekessels, einige Goldblättchen und drei Steinsiegel.

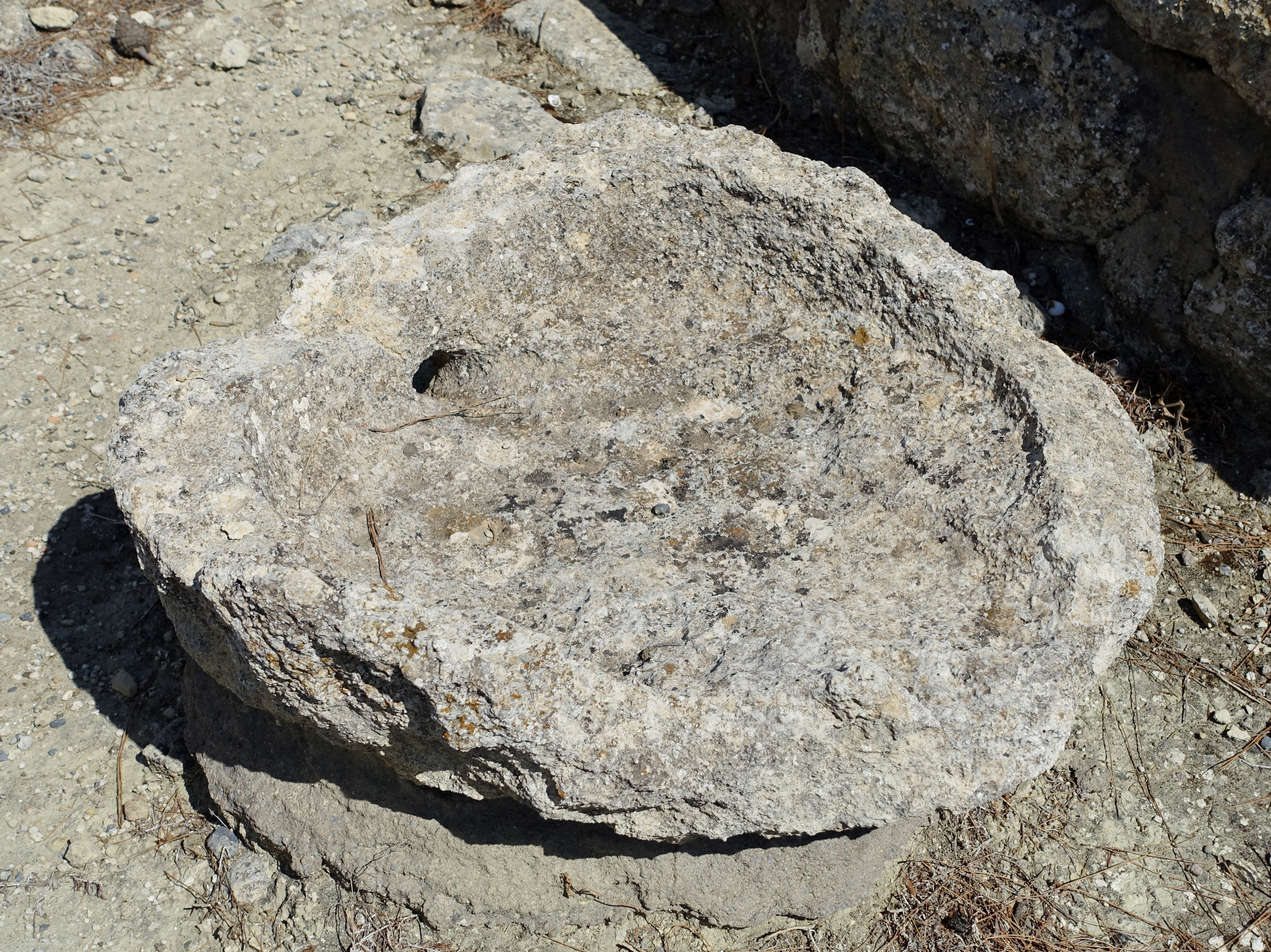
Teil einer Ölmühle (Raum 11)

Etwa 25 Meter südlich des Eingangs wendete man sich nach links und erreichte nach etwa 6 Meter den Einganghof. Die vier Säulen des Eingangshofs (Räume 3 und 5) waren irregulär angeordnet. Durch eine Tür im Norden erreichte man Raum 11, dessen Decke von einer Säule getragen wurde. Hier befindet sich ebenfalls ein Teil einer Ölmühle. Durch die östliche Tür erreichte man den Korridor (Raum 23), der zur nördlich gelegenen Minoischen Halle führte. Nach Osten öffnete sich diese Halle zu einem kleinen Innenhof (26). Die Fassade der Halle bildeten drei runde Säulen. Später wurde die Halle durch eine Mauer in zwei Räume (24 und 25) unterteilt. Man fand hier Töpferscheiben, weshalb man davon ausgeht, dass sich hier während der zweiten Nutzungsphase eine Töpferwerkstatt befand.

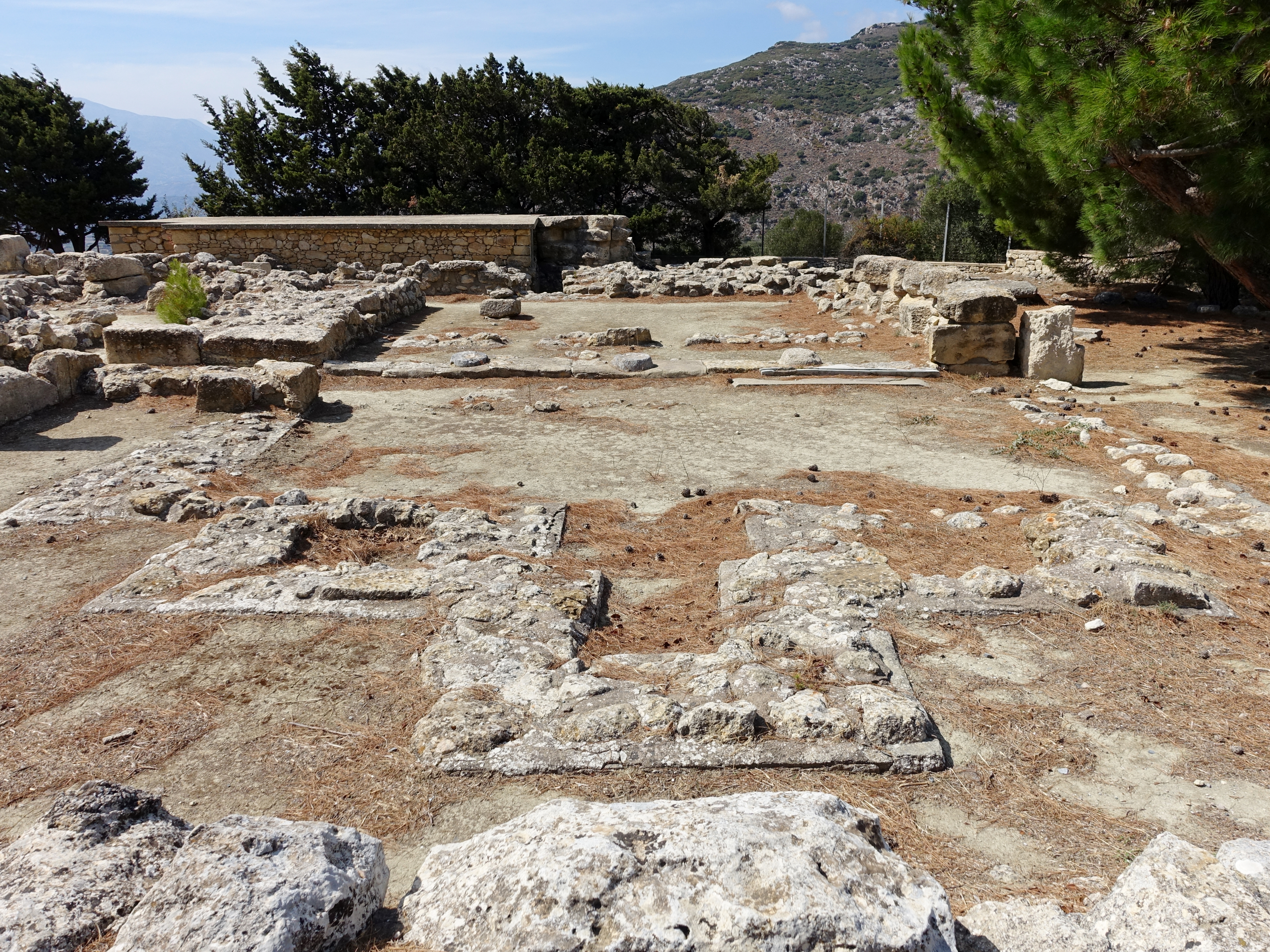
„Dreiteiliges Heiligtum“, dahinter die minoische Halle

Östlich des kleinen Innenhofs identifizierte Marinatos die drei eckigen Nischen als dreigeteiltes Heiligtum. Während Jan Driessen und Jannis Sakellarakis diese These unterstützen lehnen viele Archäologen diese ab. Falls es sich wirklich um ein dreigeteiltes Heiligtum handelt, wäre es das erste Beispiel für diese Tempelform, die man bisher nur von minoischen Darstellungen kennt. Die nördliche Nische soll genau nach dem Sonnenaufgang an den Äquinoktien ausgerichtet sein. Driessen und Sakellarakis vermuten deshalb einen engen Zusammenhang zwischen Kult und Ackerbau.

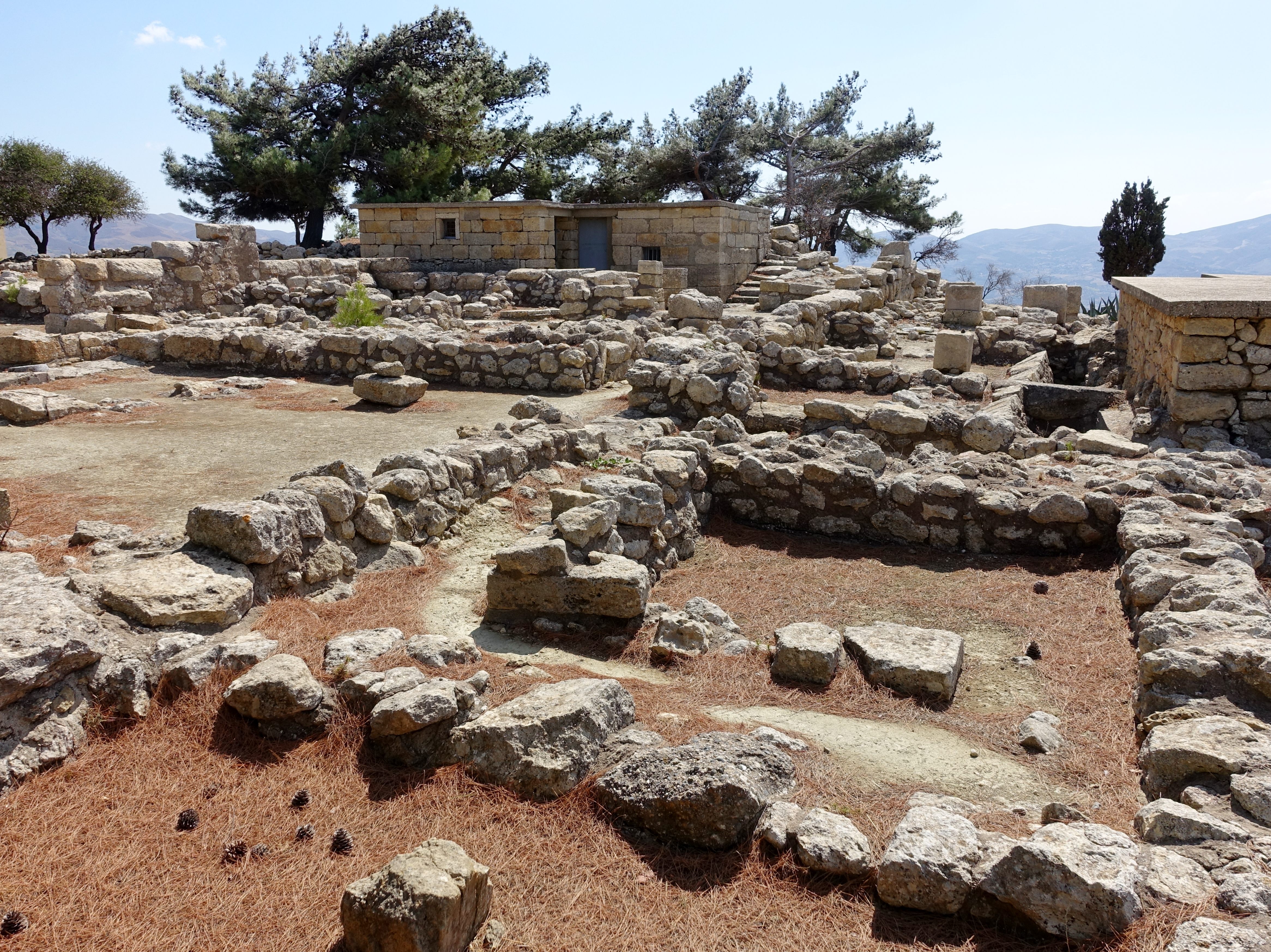
Lustralbad (Räume 16 und 17)

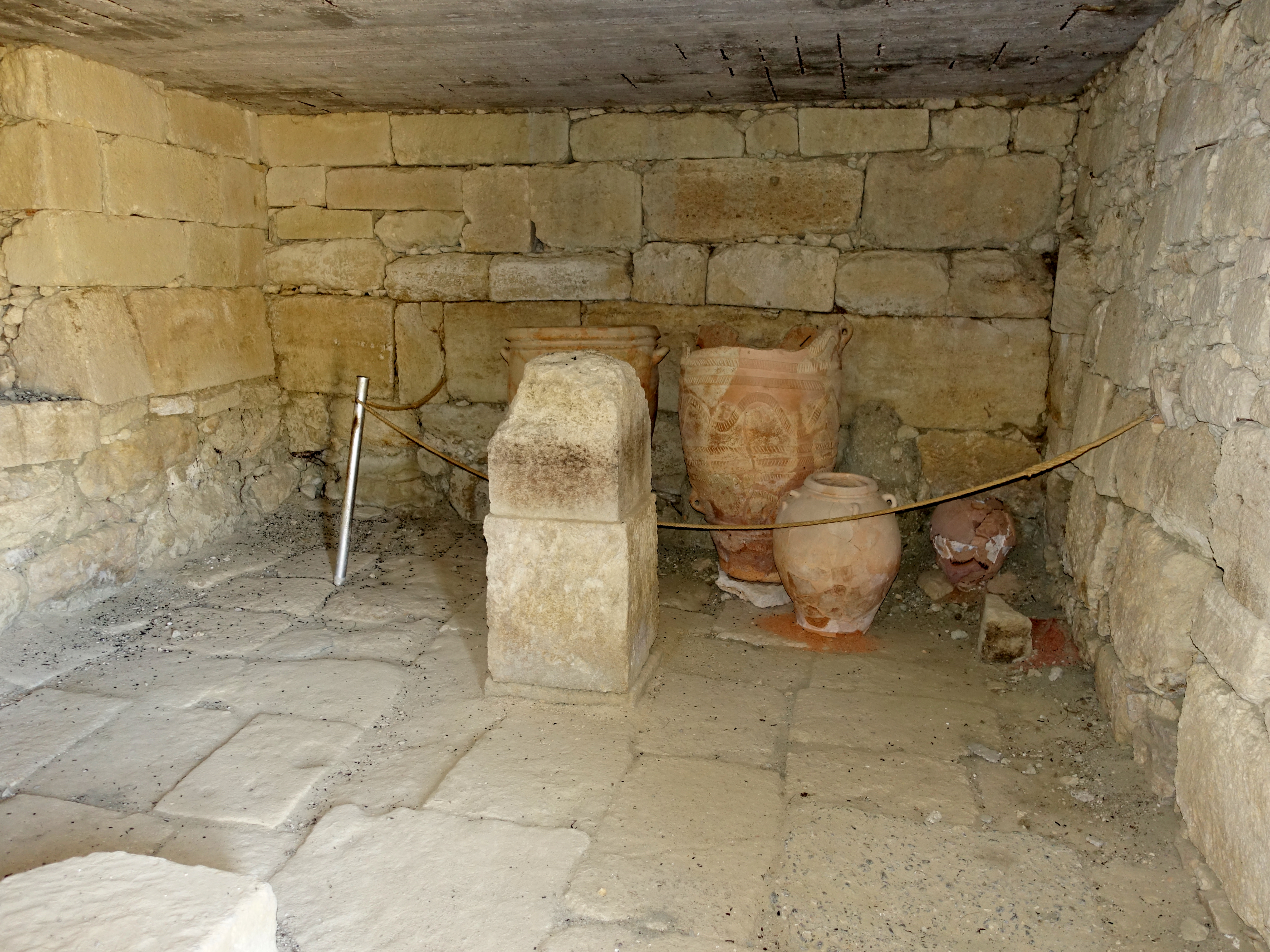
Vorratsgefäße (Raum 40)

Durch die westliche Tür der minoischen Halle erreicht man über Raum 14 das sogenannte Lustralbad (Räume 16 und 17). Kehrt man zum Eingangshof zurück so erreicht man durch die östliche Tür Raum 35. Von hier führte eine Treppe im Süden ins Obergeschoss. Nach Osten erreichte man über Raum 36 die rekonstruierten Räume 40, 41 und 42. Bei Raum 40 handelte es sich ursprünglich um die sogenannte Säulenkrypta. Während der zweiten Phase wurde hier die heute noch vorhandene Weinpresse installiert. Der Boden ist mit Steinplatten gepflastert und ein Steinbecken diente dem Auffangen von verschütteten Flüssigkeiten. Die Decke wurde von einer Säule getragen. Am südlichen Ende des Raumes fand man einige Vorratsgefäße.
Von Raum 36 erreicht man nach Osten über zwei weitere Räume (43 und 48) einen schmalen Korridor, der nördlich des Osthauses vorbeiführt. Dieses lag etwa 15 Meter östlich des Westhauses. Es ist wesentlich kleiner und weniger gut erhalten. Während das Westhaus aus akkurat behauenen Steinquadern errichtet wurde, sind die des Osthauses wesentlich grober ausgeführt. Man vermutet deshalb, dass es nicht gleichzeitig mit dem Westhaus, sondern erst am Anfang des 15. Jahrhunderts vor. Chr. errichtet wurde. Etwa 15 Meter östlich des Osthauses fand man die Überreste eines Töpferofens.